# Толбица
Толбица (Большая Толбица) — деревня в Псковском районе Псковской области. Входит в состав Серёдкинской волости. 
Расположена на реке Толба в 26 км к северу от Пскова, к западу от Гдовского шоссе (автодороги Псков — Гдов, Р60).

## Население
| 2001 | 2002 | 2010 |
| ---- | ---- | ---- |
| 57   | ↗61  | ↘27  |

## История
До 28 февраля 2005 года деревня входила в состав упразднённой Залитской волости; с февраля 2005 года по 1 января 2010 года — в состав упразднённой Верхолинской волости.

## Топографические карты
- Лист карты O-35-XVII Новоселье. Масштаб: 1 : 200 000. Издание 1980 г.